# Christophe Gibelin
Pour les articles homonymes, voir Gibelin.
Christophe Gibelin, né le 31 mai 1967 à Ganges, est un dessinateur, scénariste et coloriste français de bandes dessinées. Il collabore également au magazine Le Fana de l'Aviation.

## Biographie
Né le 31 mai 1967, il passe un baccalauréat littéraire, fait l'école des beaux arts de Nîmes puis celle d'Angoulême qu'il ne finit pas, attiré par le succès de ses premiers albums. 
Il se dit inspiré par des dessinateurs comme Albert Brenet ou Jijé. Il est attiré par le vol tant celui des oiseaux que celui des machines. Il passe beaucoup de temps à chercher des informations avant de dessiner un avion et la mise en valeur du décor doit être un équilibre avec l'objet. En 1991, avec , il reçoit le Prix de la critique décerné par l'Association des critiques et des journalistes de bande dessinée (ACBD), pour Les Lumières de l'Amalou : Théo,.
Il s'est investi dans l'un de ses passe temps jusqu'à passer son brevet de pilote en 1999.

## Œuvres

### Bandes dessinées
- Les Lumières de l'Amalou (série terminée) :
  - Tome 1 - Théo - dessins de Claire Wendling, 1990
  - Tome 2 - Le Pantin - dessins de Claire Wendling, 1991
  - Tome 3 - Le Village tordu - dessins de Claire Wendling, 1992
  - Tome 4 - Gouals - dessins de Claire Wendling, 1994
  - Tome 5 - Cendres - dessins de Claire Wendling, 1996

- Le Traque mémoire (série terminée) :
  - Tome 1 - Sanitas - dessins de Stéphane Servain, 1993
  - Tome 2 - Alice - dessins de Stéphane Servain, 1994

- Le Bateau feu (série terminée) :
  - Tome 1 - La Fleur de sel - dessins d'Héloret, 1995
  - Tome 2 - Ahez - dessins d'Héloret, 1997
  - Tome 3 - Veillée d'armes - dessins d'Héloret, 2000
  - Tome 4 - Le Dernier pas - dessins d'Héloret, 2002[4]

- Les Ailes de plomb (série terminée) Delcourt, collection « Sang Froid » :
  - Tome 1 - Vol de nuit - dessins de Nicolas Barral, 1996.
  - Tome 2 -Le Vol du Balbuzard - dessins de Nicolas Barral, 1998[5].
  - Tome 3 - L'Affaire est dans le lac - dessins de Nicolas Barral,, 2000.
  - Tome 4 - Résurrection, 2006[6].
  - Tome 5-  - Dog for Fresco, 2008[7].
  - Tome 6 - Neu-Neu, 2009.
  - Tome 7 -  Tout a une fin, 2012.

- Terres d'ombre (série terminée) :
  - Tome 1 - Les yeux de pierre - dessins de Benoît Springer, 1996
  - Tome 2 - Failles - dessins de Benoît Springer, 1997
  - Tome 3 - Chrysalide - dessins de Benoît Springer, 1999

- Le Vieux Ferrand (série terminée) :
  - Tome 1 - Le Dernier des fils - dessins de Gilles Aris, 2000[8]
  - Tome 2 - La Tournée du facteur - dessins de Gilles Aris, 2002[9]
  - Tome 3 - Des feux croisés - dessins de Gilles Aris, 2004[10]

- Typhoon (série terminée)
  - Tome 1 - (sans titre) - scénario et dessin de Christophe Gibelin, 2015[11],[12]
  - Tome 2 - (sans titre) - scénario et dessin de Christophe Gibelin, 2016[13]

### Affiches
- Pour le salon de la BD du Bourget en 2012 ;
- pour la manifestation Espace & Aéro 2011 ;
- pour les 6e rencontres aéronautiques de Gimont en 2010 ;
- pour le 7e salon de la BD de Saint-Gaudens en 2010 ;
- pour la rencontre des ailes et des bulles de Perpignan en 2006.